# Христианско-демократический союз — Чехословацкая народная партия
Христианско-демократический союз — Чехословацкая народная партия (чеш. Křesťanská a demokratická unie — Československá strana lidová, KDU-ČSL) — чешская политическая партия христианско-демократического толка. Была основана в 1919 году и до 1992 года называлась Чехословацкая народная партия (чеш. Československá strana lidová), является одной из старейших чешских партий.

## История партии

### Чехословацкая народная партия (1919—1992)
Партия была основана в 1919 году, после объединения созданных ещё до Первой мировой войны Христианско-социальной партии и Католической национальной партии Моравии. Партия обладала заметным влиянием в годы существования Первой Чехословацкой Республики (1918—1938). В первые годы существования партии, она сосредоточилась на том, чтобы закрепиться на политической сцене и противостоять антикатолическому давлению социалистов и либералов. Партия стала незаменимой частью правительств, что в конечном итоге способствовало провалу попыток установления разделения церкви и государства и достижению взаимоприемлемых компромиссов между Католической церковью и государством в области образования и брака. С самого основания, партия имела более сильную поддержку в Моравии и слабую в Богемии.
Между мировыми войнами партия сосредоточилась на политике, связанной с католиками и вопросах, связанных с католической церковью (за голоса крестьян католиков и благосклонность католических иерархов, она вела постоянную борьбу с Аграрной партией). Пытаясь охватить все слои населения, партия сталкивалась с проблемой конфликта интересов. В частности, она остро ощутила эту проблему при решении земельной реформы, когда интересы католической церкви и крестьян католиков противоречили друг другу. С другой стороны, благодаря своему незаменимости при формировании правительства, партия добилась успеха в продвижении своей программы, несмотря на не слишком успешные результаты на выборах.
После падения Первой Чехословацкой Республики в 1938 году, партия стала частью Партии национального единства, несмотря на противодействие председателя Яна Шрамка. После оккупации Чехословакии Германией, председатель партии Ян Шрамек стал главой Чехословацкого правительства в изгнании. В 1945 году партия вошла в Национальный фронт Чехословакии. В 1946 году приняла участие в выборах в Национальное собрание, получив 15,64 % голосов и 46 мест. После событий в феврале 1948 года, партия не прекратила свою деятельность, однако не играла серьёзной роли в политической жизни и была подчинена КПЧ через Национальный фронт Чехословакии.

### Создание KDU-ČSL и 1990-е годы
После Бархатной революции в ноябре 1989 года, партия стала проводить самостоятельную политику, благодаря существующей структуре, ей не пришлось создавать партию с нуля, а благодаря моральному кредиту антикоммунистического христианского сопротивления быстро увеличивала количество новых членов. Однако результаты выборов 1990 года были не слишком удачны, в особенности после заявлений, что председатель партии Йозеф Бартончик был сотрудником StB. После этого приток новых членов в партию остановился, а Йозеф Бартончик и более шестидесяти других членов партии покинули её.
После этого, председателем партии стал Йозеф Люкс. В 1992 году партия сменила название с Чехословацкой народной партии (ČSL) на Христианско-демократический союз — Чехословацкая народная партия (KDU-ČSL). Первоначально, сокращение «KDU» использовалось в 1990 году, для предвыборной коалиции ČSL и Христианско-демократической партией (чеш. Křesťanskodemokratická strana). После выборов в 1992 и 1996 годах, партия принимала участие в коалиционных правительствах Вацлава Клауса. На парламентских выборах 1996 года партия получила 8,1 % голосов и 18 мест в нижней палате парламента, на досрочных выборах 1998 года представительство партии было увеличено до 20 мест. В 1997 году, KDU-ČSL прекратила сотрудничество с ODS и вышла из правительства. Сотрудничество было прекращено после скандала, связанный с финансированием ODS. После краткого нахождения в «временном» (канцлерском) правительстве Йозефа Тошовского, партия ушла в оппозицию после выборов 1998 года и соглашения между ČSSD и ODS (см. Оппозиционное соглашение).
После соглашения между ČSSD и ODS, KDU-ČSL и три более мелких партий (ODA, Союз свободы и Демократический союз) объединились в Четырехпартийную коалицию (чеш. Čtyřkoalice — 4Koalice). Однако, сразу после создания коалиции, её лидер и председатель Йозеф Люкс ушёл в отставку, из-за объявившийся у него тяжелой формы лейкемии. В ноябре 1999 года, после успешной операции по пересадке костного мозга, Йозеф Люкс скончался от осложнений связанный с пневмонией.

### Четырёхпартийная коалиция (1999—2002)
Новым председателем партии и лидером коалиции стал Ян Касал. Четырёхпартийная коалиция добилась успеха на выборах в Сенат в 1998 и 2000, а также на региональных выборах в 2000 году. В 2001 году лидером партии стал Цирил Свобода. Перед выборами случился скандал связанный с финансированием ODA, из-за чего она покинула состав коалиции, которая к этому моменту из четырёхпартийной коалиции, фактически стала двухпартийной, потому что партии Союз свободы и Демократический союз объединились в Союз свободы — Демократический союз. В 2002 году коалиция получила 680 671 (14,21 %) голосов, однако результаты были успешны для KDU-ČSL, которая получила 2 новых мандата, Союз свободы — Демократический Союз же потерял 10 мандатов, из-за того что избиратели отдавали свои преференциальные голоса кандидатам от KDU-ČSL. После этого, Четырёхпартийная коалиция официально была распущена. Однако, KDU-ČSL и Союз свободы — Демократический союз вступили в коалиционное правительство Владимира Шпидлы.

### Председатели Калоусек и Чунек (2002—2009)
В июне 2002 года, партия стала правительственным коалиционным партнером в правительствах ČSSD и US-DEU, вместе с которыми входила в правительства Владимира Шпидлы, Станислава Гросса и Иржи Пароубка. В ноябре 2003 года председателем партии был избран депутат Мирослав Калоусек. Правительство Станислава Гросса пало после обнародования фактов коррупционного скандала семьи Гроссов. Во время премьерства Иржи Пароубка, между ČSSD и KDU-ČSL возникало множество конфликтов из-за поправок к законам о Трудовом кодексе и церковном законе, которые принимали депутаты ČSSD и KSČM в обход части правительства, которое представляло KDU-ČSL.
На парламентских выборах в 2006 году, партия на выборах получила 386 706 (7,22 %) голосов и 13 мандатов. После этого, начались переговоры о составлении коалиционного правительства в которое должны были войти ODS и SZ. Однако, данное правительство не смогло получить доверие парламента (100 депутатов из 101 необходимых). После этого, в августе 2006 года, председатель Мирослав Калоусек, начал переговоры о создании правительства с ČSSD, которое на «толерантном соглашении» были поддержать KSČM. В партии данные переговоры не понравились и под давлением однопартийцев, в октябре 2006 года Мирослав Калоусек ушёл в отставку с поста председателя партии. Позднее, Калоусек заявлял, что переговоры были предназначены только для предотвращения переговоров о формировании коалиции ČSSD и ODS. В декабре 2006 года новым председателем партии стал Йиржи Чунек. После этого было сформировано новое правительство ODS и SZ, в котором министерские должности получил Йиржи Чунек, Мирослав Калоусек и Власта Парканова. Данное правительство получило доверие парламента.
Правление в составе правительства ODS и SZ было связано с многочисленными скандалами, неспособностью KDU-ČSL продвигать свою программу в экономической и социальной областях, поэтому в 2008 году, на региональных и сенаторских выборах, KDU-ČSL заметно сдала свои позиции.

### Конец правительства Тополанка и партийный раскол (2009—2013)
После вынесения вотума недоверия нижней палатой парламента правительству Мирка Тополанка новым премьер-министром был назначен Ян Фишер. Беспартийное правительство Фишера поддержали в парламенте депутаты ČSSD, ODS и SZ. KDU-ČSL новое правительство не поддержало. Новым председателем партии стал вновь Цирил Свобода. После этого, часть членов (Мирослав Калоусек, Власта Парканова и др.) покинули KDU-ČSL и в ноябре 2009 года основали TOP 09 — «Традиция, Ответственность, Процветание 09» (чеш. Tradice Odpovědnost Prosperita 09) в которую стали переходить члены KDU-ČSL, в том числе и сенаторы, из-за чего сенаторский клуб KDU-ČSL исчез на год из Сената. После этого отношения между TOP 09 и KDU-ČSL будут оставаться негативными вплоть до 2017 года.
Выборы в нижнюю палату парламента в 2010 году для партии оказались катастрофой. Она набрала всего 229 717 (4,39 %) голосов и не прошла барьер для вхождение в парламент, и до досрочных выборов в 2013 году не имела своих депутатов в парламенте. Основной причиной поражения считается частичный переход избирателей к TOP 09, которая на выборах собрала 873 833 (16,71 %) голосов. После этого председатель партии Цирил Свобода подал в отставку. Новым председателем партии был избран Павел Белобрадек.
На первых прямых выборах президента Чехии в январе 2013 года, партия выдвинула на пост депутата Европарламента Зузану Ройтову. В первом туре она набрала 255 045 (4,95 %) голосов и оказалась на 6-м месте. Во втором туре она поддержала кандидатуру Карла Шварценберга.

### Правительство Богуслава Соботки (2013—2017)
На парламентских выборах 2013 года партия сумела собрать 6,78 % голосов избирателей и вернуться в парламент с 14 депутатскими мандатами. Партия вошла в коалиционное правительство Богуслава Соботки, которое сформировали ČSSD и ANO 2011 и получила три министерских портфеля.
Прошедшие в мае 2014 года выборы в Европейский парламент были самыми успешными для партии, она получила три мандата, в отличие от предыдущих выборов в 2004 и 2009, когда партия получила два мандата. Новый депутат Павел Свобода был избран председателем Юридического комитета Европарламента (JURI).
В 2016 году партия Старосты и независимые завершила своё сотрудничество с TOP 09 и начала переговоры по формированию коалиции с KDU-ČSL перед выборами в 2017 году. В мае 2017 года была сформирована коалиция под названием «Народники и Старосты» (чеш. Lidovci a Starostové). Поскольку это была коалиция, им было необходимо преодолеть барьер 10 %. Из-за плохих результатов опросов, в июле 2017 года коалиция распалась.

### В оппозиции (2017—2021)
На парламентских выборах 2017 года партия получила 293 643 (5,80 %) голосов и 10 мандатов. Партия отказалась поддержать правительство Андрея Бабиша и ушла в оппозицию.
На партийном съезде в марте 2019 года, новым председателем был избран Марек Выборны, однако в ноябре того же года, он заявил что уйдёт в отставку на партийном съезде в январе 2020 года, из-за семейных проблем (внезапной смерти жены). Новым председателем партии был избран Мариан Юречка.
Ассоциация Миллион мгновений призвала оппозиционные демократические партии к объединению и формированию избирательных коалиций на выборах, в том числе и на выборах в нижнюю палату парламента. 27 октября 2020 года председатели ODS, KDU-ČSL и TOP 09, подписали Меморандум о сотрудничестве перед парламентскими выборами. 9 декабря 2020 года было представлено название коалиции этих партий «Вместе» (чеш. SPOLU) и началась агитационная кампания.

### Правительство Петра Фиалы (2021)
После победы коалиции «Вместе» на парламентских выборах в 2021 году, фракция KDU-ČSL в парламенте выросла, а партия получила три министерских поста в новом правительстве, которое возглавил Петр Фиала.

## Организационная структура
Высший орган — съезд (sjezd), между съездами — общегосударственный комитет (celostátní výbor), между заседаниями общегосударственного комитета — президиум партии (předsednictvo strany), высшие органы краевых организаций — краевые конференции (krajská konference), между краевыми конференциями — краевые комитеты (krajský výbor), между краевыми комитетами — краевые президиумы (krajské předsednictvo), высшие органы — окружные конференции (okresní konference), между окружными конференциями — окружные комитеты (okresní výbor), между заседаниями окружных комитетов — окружные президиумы (okresní předsednictvo), высшие органы местных организаций — членские собрания (členská schůze), между собраниями членов — комитеты.

## Результаты на выборах

### Выборы в Чехословакии (1920—1992)

#### Выборы вНациональное собрание
| Год  | Количество голосов         | Количество голосов         | Мандаты   | Мандаты | Правительство |
| Год  | Количество                 | %                          | Мест      | ±       | Правительство |
| ---- | -------------------------- | -------------------------- | --------- | ------- | ------------- |
| 1920 | 699 728                    | 11,3                       | 21 из 300 |         | Нет           |
| 1925 | 691 238                    | 9,73                       | 31 из 300 | ▲ 10    | Да            |
| 1929 | 623 340                    | 8,4                        | 25 из 300 | ▼ 6     | Да            |
| 1935 | 615 804                    | 7,5                        | 22 из 300 | ▼ 3     | Да            |
| 1946 | 1 111 009                  | 15,7                       | 46 из 300 | ▲ 24    | Да            |
| 1948 | Часть Национального Фронта | Часть Национального Фронта | 23 из 300 | ▼ 23    | Блок          |
| 1954 | Часть Национального Фронта | Часть Национального Фронта | 20 из 368 | ▼ 3     | Блок          |
| 1960 | Часть Национального Фронта | Часть Национального Фронта | 16 из 300 | ▼ 4     | Блок          |
| 1964 | Часть Национального Фронта | Часть Национального Фронта | 20 из 300 | ▲ 4     | Блок          |
| 1971 | Часть Национального Фронта | Часть Национального Фронта | 8 из 200  | ▼ 12    | Блок          |
| 1976 | Часть Национального Фронта | Часть Национального Фронта | 11 из 200 | ▲ 3     | Блок          |
| 1981 | Часть Национального Фронта | Часть Национального Фронта | 13 из 200 | ▲ 2     | Блок          |
| 1986 | Часть Национального Фронта | Часть Национального Фронта | 11 из 200 | ▼ 2     | Блок          |
| 1990 | 629 359                    | 5,9                        | 6 из 150  | ▼ 5     | Нет           |
| 1992 | 388 122                    | 5,0                        | 7 из 150  | ▲ 1     | Да            |

#### Выборы вЧешский национальный совет
| Год  | Голоса                     | Голоса                     | Мандаты    | Мандаты | Правительство |
| Год  | Количество                 | %                          | Количество | ±       | Правительство |
| ---- | -------------------------- | -------------------------- | ---------- | ------- | ------------- |
| 1968 | Часть Национального Фронта | Часть Национального Фронта | 16 из 150  |         | Блок          |
| 1971 | Часть Национального Фронта | Часть Национального Фронта | 15 из 200  | ▼1      | Блок          |
| 1976 | Часть Национального Фронта | Часть Национального Фронта | 12 из 200  | ▼3      | Блок          |
| 1981 | Часть Национального Фронта | Часть Национального Фронта | 14 из 200  | ▲2      | Блок          |
| 1986 | Часть Национального Фронта | Часть Национального Фронта | 14 из 200  | ▬       | Блок          |
| 1990 | В коалиции с KDS           | В коалиции с KDS           | 16 из 200  | ▲2      | Да            |
| 1992 | 406 341                    | 6,3                        | 15 из 200  | ▼1      | Да            |

### Выборы в Чешской Республике

#### Выборы вПалату депутатов Парламента Чешской Республики
| Год  | Голоса    | Голоса | Изменения                 | Изменения                 | Мандаты             | +/-     | Правительство | Примечания |
| Год  | Голоса    | %      | Голоса                    | %                         | Мандаты             | +/-     | Правительство | Примечания |
| ---- | --------- | ------ | ------------------------- | ------------------------- | ------------------- | ------- | ------------- | --- |
| 1996 | 489 349   | 8,10   | Впервые                   | Впервые                   | 18 из 200           | Впервые | Да            | Коалиционное правительство с ODS |
| 1998 | 537 013   | 9,00   | ▲ 47 664                  | ▲ 0,90                    | 20 из 200           | ▲ 2     | Нет           | Оппозиция |
| 2002 | 680 671   | 14,21  | ▲ 143 658                 | ▲ 5,21                    | 23 из 200           | ▲ 3     | Да            | Участвовали в Четырёхпартийной коалиции Коалиционное правительство с ČSSD |
| 2006 | 386 706   | 7,22   | ▼ 293 965                 | ▼ 6,99                    | 13 из 200           | ▼ 10    | Да            | Коалиционное правительство с ODS |
| 2010 | 229 717   | 4,39   | ▼ 156 989                 | ▼ 2,83                    | 0 из 200            | ▼ 13    | —             | Не прошли в парламент |
| 2013 | 336 970   | 6,78   | ▲ 107 253                 | ▲ 2,39                    | 14 из 200           | ▲ 14    | Да            | Коалиционное правительство с ČSSD |
| 2017 | 293 643   | 5,80   | ▼ 43 327                  | ▼ 1,07                    | 10 из 200           | ▼ 4     | Нет           | Оппозиция |
| 2021 | 1 493 905 | 27,79  | В рамках коалиции «SPOLU» | В рамках коалиции «SPOLU» | 71 из 200 23 из 200 | ▲ 13    | Да            | Принимали участие в выборах в коалиции с ODS и TOP 09 Благодаря преференциальному голосованию получили 23 мандата из 71 Коалиционное правительство с ODS, STAN, TOP 09 и Piráti |

#### Выборы вСенат Чехии
| Год  | Первый тур | Первый тур | Второй тур | Второй тур | Мандаты  | Мест в Сенате | +/-  |
| Год  | Голоса     | %          | Голоса     | %          | Мандаты  | Мест в Сенате | +/-  |
| ---- | ---------- | ---------- | ---------- | ---------- | -------- | ------------- | ---- |
| 1996 | 274 316    | 9,90       | 247 819    | 10,70      | 13 из 81 | 13 из 81      | ▲ 13 |
| 1998 | 255 785    | 26,60      | 166 483    | 31,00      | 5 из 27  | 14 из 81      | ▲ 1  |
| 2000 | 121 355    | 14,10      | 137 515    | 24,40      | 8 из 27  | 19 из 81      | ▲ 5  |
| 2002 | 58 858     | 8,80       | 47 049     | 5,70       | 1 из 27  | 14 из 81      | ▼ 5  |
| 2003 | 6 461      | 18,26      | 12 061     | 51,63      | 1 из 2   | 14 из 81      | ▲ 1  |
| 2004 | 97 956     | 13,50      | 54 501     | 5,70       | 3 из 27  | 13 из 81      | ▼ 2  |
| 2006 | 125 388    | 11,80      | 59 603     | 10,40      | 4 из 27  | 9 из 81       | ▼ 4  |
| 2008 | 82 870     | 7,90       | 42 225     | 5,13       | 0 из 27  | 7 из 81       | ▼ 2  |
| 2010 | 87 182     | 7,60       | 42 990     | 6,32       | 2 из 27  | 6 из 81       | ▼ 1  |
| 2012 | 61 006     | 6,94       | 14 995     | 2,92       | 1 из 27  | 3 из 81       | ▼ 3  |
| 2014 | 5 363      | 23,36      | 10 161     | 63,16      | 1 из 1   | 4 из 81       | ▲ 1  |
| 2014 | 84 328     | 8,21       | 77 103     | 16,27      | 5 из 27  | 9 из 81       | ▲ 5  |
| 2016 | 74 709     | 8,48       | 78 448     | 18,50      | 7 из 27  | 14 из 81      | ▲ 5  |
| 2018 | 99 383     | 9,12       | 34 833     | 8,33       | 2 из 27  | 14 из 81      | ▬    |
| 2020 | 82 814     | 8,30       | 65 397     | 14,47      | 3 из 27  | 12 из 81      | ▼ 2  |
| 2022 | 120 972    | 10,9       | 74 696     | 15,6       | 7 из 27  | 12 из 81      | ▬    |
| 2024 | 46 518     | 5,9        | 15 635     | 4,0        | 2 из 27  | 12 из 81      | ▬    |

#### Выборы вЕвропейский парламент
| Год  | Голоса  | Голоса | Изменения | Изменения | Мандаты | +/-     |         |
| Год  | Голоса  | %      | Голоса    | %         | Мандаты | +/-     |         |
| ---- | ------- | ------ | --------- | --------- | ------- | ------- | ------- |
| 2004 | 223 383 | 9,57   | Впервые   | Впервые   | 2 из 24 | Впервые | Впервые |
| 2009 | 180 451 | 7,65   | ▼ 42 932  | ▼ 1,92    | 2 из 22 | ▬       |         |
| 2014 | 150 792 | 9,95   | ▼ 29 659  | ▲ 2,30    | 3 из 21 | ▲ 1     |         |
| 2019 | 171 723 | 7,24   | ▲ 20 931  | ▼ 2,71    | 2 из 21 | ▼ 1     |         |

## Логотип партии

### Официальный логотип
- Логотип партии (с 1938)
- Логотип партии (1945–1992)
- Логотип партии (1992–2012)
- Логотип партии (с 2012)

### Логотип для выборов
- Логотип партии (2006-2012)
- Логотип партии (с 2024)